# Skalowalność

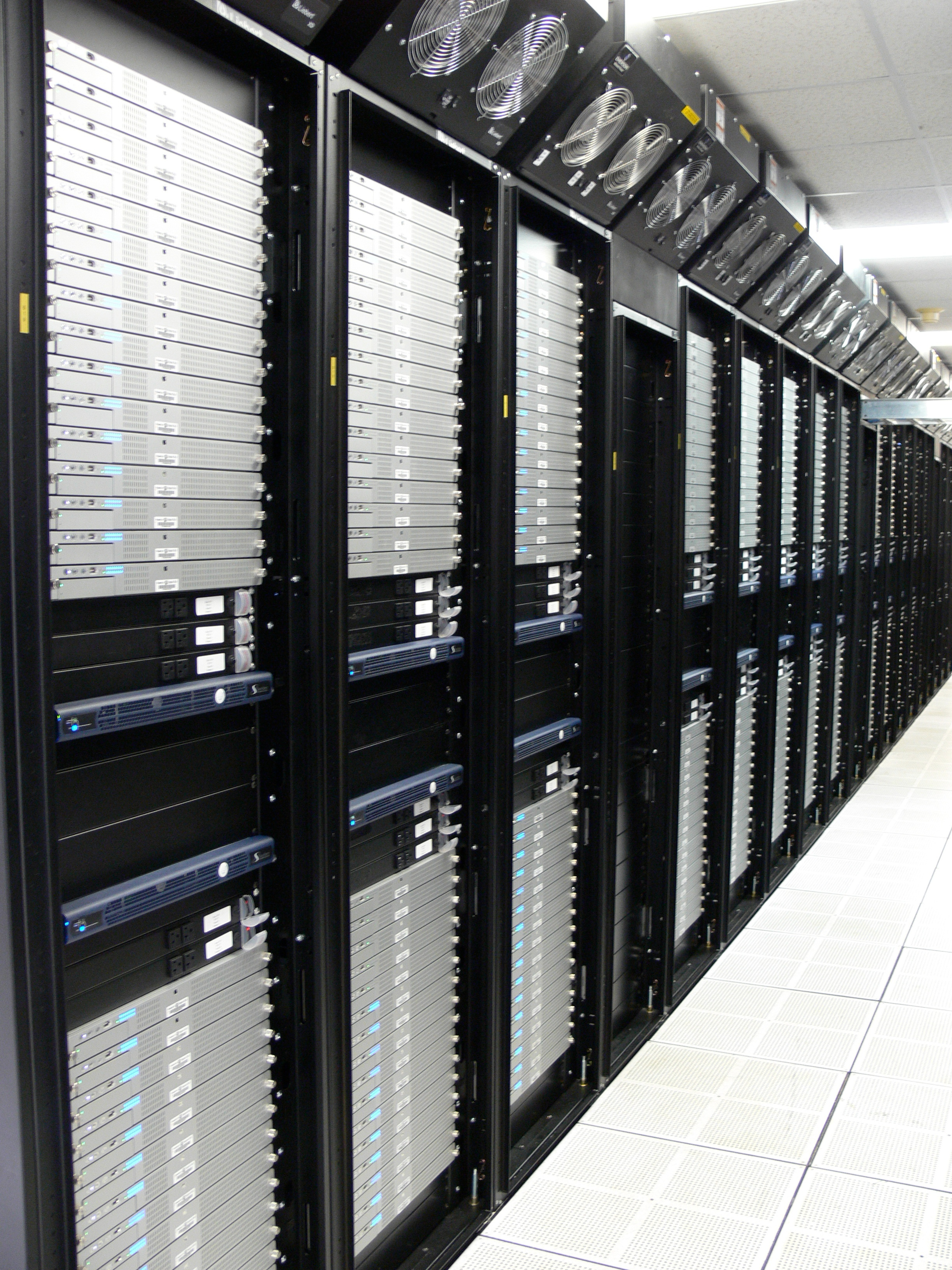
Klaster serwerów Xserve jako przykład skalowalnego systemu

Skalowalność (ang. scalability) – możliwość powiększenia (zwiększenia skali działania) systemu lub przedsięwzięcia. W ekonomii łatwość, z jaką podaż produktu może być zwiększona w odpowiedzi na rosnący popyt.

## Opis

### Informatyka
W informatyce skalowalność oznacza zdolność oprogramowania lub systemów informatycznych do sprawnego działania w warunkach stale rosnącej liczby użytkowników lub zwiększającej się objętości przetwarzanych danych, co wiąże się ze zwiększeniem zapotrzebowania na zasoby sprzętowe lub zasoby programu.
Jest to zdolność do takiej rozbudowy systemu, aby pracował z akceptowalną wydajnością. Rozbudowę można przeprowadzić przez dołączanie kolejnych zasobów (np. komputerów, procesorów, pamięci). W przypadku systemu rozproszonego dodawanym zasobem są zwykle kolejne węzły (np. komputery, serwery). Wydajność dobrze skalowalnego systemu rozproszonego rośnie (co najwyżej) liniowo wraz z liczbą dołączanych węzłów.